# Jan Willem Cornelis Vuijk

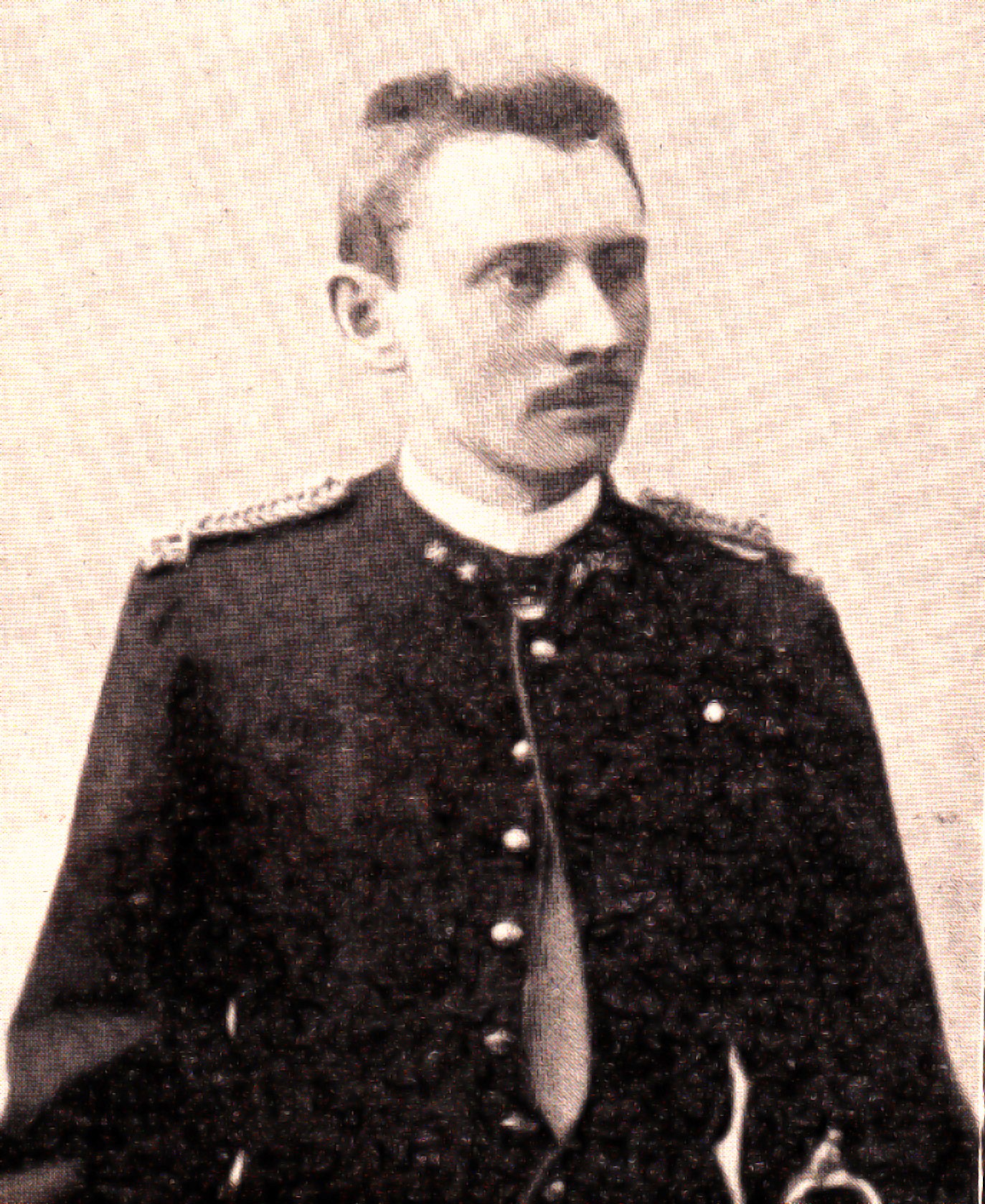
Jan Willem Cornelis Vuijk

Jan Willem Cornelis Vuijk (Serang, 1 maart 1866 - Atjeh, 31 maart 1896) was een Nederlands eerste luitenant, ridder in de Militaire Willems-Orde. Hij was getrouwd ( 1889) met Johanna Maria Catharina Schouten en hadden samen 1 dochter, Maria Wilhelmina Margareta Emilie Louise. Jan Willem was de 1e zoon van Gijsbert Jan Vuijk en Wilhelmina Hosman. Gijsbert was van ± 1865 tot 1869, ambtenaar in Nederlands- Oost Indië, onder andere in Serang en Padang. Gijsbert en Wilhelmina kregen tussen 1866 en 1882, 12 kinderen.  

## Loopbaan
Vuijk trad op 17-jarige leeftijd bij het instructiebataljon te Kampen in dienst, waar hij zijn opleiding tot officier genoot. Hij werd op 16 november 1888 benoemd tot tweede luitenant der infanterie van het Oost-Indische leger en vertrok in 1889 naar Nederlands-Indië, waar hij eerst werd geplaatst te Meester Cornelis en daarna te Atjeh. Hij werd op 30 juni 1893 bevorderd tot eerste luitenant en in 1895, op zijn verzoek, ingedeeld bij het Korps Marechaussee te voet. Vuijk voerde meerdere malen op belangrijke posten het bevel (onder meer als commandant te Blang, een post in de geconcentreerde linie, in 1894) en nam aan diverse krijgsverrichtingen deel. 
Vuijk raakte gewond door een schot in de linkerborst tijdens een treffen tussen een door hem geleide afdeling van het corps marechausse en vijandige Atjehnezen bij de blokhuizen van de tijdelijke posten buiten de geconcentreerde linie, nabij Senelop Anagaloeng. Ondanks de kogel in zijn borst en de resulterende val van een dijk richtte hij zich weer op en nog in zittende houding riep hij zijn mannen vier keer toe: Aanvallen!. Hij nam de leiding van zijn afdeling weer op zich en viel met drie anderen vier Atjehnezen aan, die zich achter de dijk hadden opgesteld. Hij hield dit vol tot hij op het laatst dood neerviel (beschreven door G.B. Hooijer in het tijdschrift Eigen Haard). 
Vuijk werd bij Koninklijk Besluit van 24 mei 1897 nummer 59 postuum benoemd tot ridder in de Militaire Willemsorde vierde klasse voor zijn verrichtingen te Atjeh in 1896 en werd begraven op de militaire begraafplaats Peutjoet. Hij liet een vrouw en een jong kind na. Bij de marechaussee werd hij opgevolgd door eerste luitenant G.K. Dijkstra.